# یواس‌اس ال‌اس‌تی-۵۴۷
یواس‌اس ال‌اس‌تی-۵۴۷ (به انگلیسی: USS LST-547) یک کشتی بود که طول آن ۳۲۸ فوت (۱۰۰ متر) بود. این کشتی در سال ۱۹۴۴ ساخته شد.